# 1834년 미국 하원의원 선거
1834년 미국 하원의원 선거는 1834년 미국에서 치러진 하원의원 선거이다. 국민공화당은 이미지 개선을 위해 보수적 민주당원들을 포함해 휘그당이 되었다.

## 선거 결과
| 정당       | 의석수 |
| ---------- | ------ |
| 민주당     | 143석  |
| 휘그당     | 75석   |
| 반메이슨당 | 16석   |
| 연방무효당 | 8석    |
| 합계       | 242석  |